# Bullangus (álbum)
Bullangus es el álbum debut de la banda de hard rock estadounidense Bullangus, publicado a través de Mercury en 1971.

## Listado de canciones
1. "Run Don't Stop"
2. "Mother's Favorite Lover (Margaret)"
3. "Uncle Duggie's Fun Bus Ride"
4. "A Time Like Ours"
5. "Miss Casey"
6. "Pot of Gold"
7. "Cy"
8. "No Cream for the Maid"